# Битва при Каллинике (531)
Битва при Каллинике произошла на Пасху, 19 апреля 531 года, между армиями Византийской империи под командованием Велизария и Сасанидской империи под командованием Азарета. После поражения в битве при Даре, персы вторглись в Сирию, в надежде переломить ход войны. Быстрая реакция Велизария расстроила эти планы, а его войска умелыми манёврами выдавили персов из Сирии, перед тем, как навязать битву. Сведения о битве сообщают произведения античных историков Прокопия Кесарийского, Иоанна Малалы и у Псевдо-Захарии.

## Предыстория
Римско-сасанидская война разразилась в 526 году, последний год царствования Юстина I. У данной войны было несколько поводов: в нарушение договора император Сасанидов вознамерился ввести зороастрийские порядки в населённом преимущественно христианами царстве Иберия, которое находилось под его протекторатом. Местный властитель воспротивился этому, призвав римлян на помощь, и был вынужден бежать от персов в Лазику. Однако император персов Кавад I хотел чтобы римляне оставались нейтральными на этой войне. Он назначил своим преемником третьего сына Хосрова, и предложил Юстину признать того легитимным наследником. Император римлян принял предложение, однако это вызвало недовольство при дворе Хосрова, а также у советников Юстина, которые отклонили предложение мира из-за «варварского» происхождения сына. Такой ответ вызвал гнев у персов, которые решили как можно скорее покончить с царём Иберии.
Поначалу война для Сасанидского Ирана шла успешно — ему покорилась Иберия, а попытка вторжения молодых полководцев противника, Велизария и Ситты, была отражена. Римляне пытались строить крепости на границах, однако неизменно терпели поражения. 529 год прошёл в мирных переговорах, которые ни к чему не привели. Велизарий в сопровождении военного магистра Гермогена выдвинулся к городу Даре (современный Огуз, Турция), намереваясь напасть на земли противника. Туда проследовали персы. Летом 530 года здесь состоялось сражение, окончившееся значительной победой ромеев над армией противника. Следом состоялось ещё одно сражение — в контролируемой Восточной Римской империей Армении, где персы потерпели ещё одно поражение в сражении при Сатале от византийских войск Ситты и Дорофея.
В апреле 531 года персидские войска под командованием Азарета, включающие около 15 тысяч кавалерии вместе с пятитысячным отрядом лахмидских арабов пересекли Евфрат у Киркесия и вторглись в область Коммагены. Узнав об этом, Велизарий собрал двадцатитысячное войско, из которого было 2 тысячи человек исавров, а также арабы под командованием Арефы. Часть войск была оставлена для охраны крепостей, в частности Дары.
Преследуя персов вдоль Евфрата, Велизарий собирался вынудить персов отступить, избегая вступать в бой. Однако воины требовали битвы, открыто называя Велизария трусом. После неуспеха своей речи, в которой полководец призывал армию к благоразумию, ему ничего не оставалось, кроме как сделать вид, что он всегда хотел открытого сражения. Он направил войска навстречу противнику. Увидев значительные силы врага, Азарет решил попробовать отойти к персидской границе. Войска римлян отставали от персов на день и по пути захватывали добычу в оставленных ими лагерях. Наконец, за день до Пасхи, 18 апреля 531 года, римляне настигли персидскую армию у города Калинник в Сирии, на реке Евфрат и начали подготовку к битве.

## Битва
Для битвы Велизарий разделил своё войско на два фланга, поместив на левый пехоту, на правый арабов, и тяжёлую кавалерию с катапультами в центре. Персы распределили свои войска более равномерно, с пехотой перед кавалерией. Арабские союзники византийцев были поставлены напротив лахмидов, воевавших за персов.
В течение большей части дня исход битвы был не определён, противники осыпали друг друга стрелами и обменивались кавалерийскими атаками. Ближе к концу дня персы бросили лучшие силы против правого фланга византийцев. Прокопий Кесарийский предполагает, что в этот момент гассаниды совершили предательство (др.-греч. προδοσία) и отступили, дав возможность персам напасть с тыла на римскую конницу, истощённую постом. Обоснованность обвинений Прокопия в адрес арабов стали предметом оживлённой дискуссии среди византинистов XIX века, но к единому мнению учёные не пришли. Из современных историков данной проблеме уделил внимание американский византинист Ирфана Шахида, сторонник придания большего веса свидетельству Иоанна Малалы, согласно которому только часть арабского контингента покинула поле боя. Таким образом, обвинение Прокопия, по мнению Шахида, является риторическим, формой Kaiserkritik
Также сомнительным оказалось участие в битве исавров, «не отважившихся даже поднять оружие против врагов». Отчаянное сопротивление пехоты и спешившейся кавалерии под личным командованием Велизария позволило удержать позицию до вечера. «На следующий день римляне, получив много перевозочных судов из города Каллиника, добрались туда, а персы вернулись домой, ограбив трупы убитых, в числе которых они нашли своих не меньше, чем римлян». Захария Митиленский сообщает об этой битве: «[Римляне] повернули и бежали от атакующих персов. Многие бежали к Евфрату и утонули там либо были убиты». Однако не известно, о каком этапе битвы идёт речь в данном отрывке.

## Последствия
Непосредственный результат битвы является, скорее всего, неопределённым. Византийская армия понесла тяжёлые потери и утратила на месяцы боеспособность. Однако и персы понесли слишком большие потери, чтобы продолжить выполнение поставленных изначально задач. Прокопий сообщает, что Кавад I счёл результаты кампании, в которой не был захвачен ни один город, а потери огромными, провальными и отстранил Азарета от командования.
Эта битва стала первой в серии относительно неуспешных против Сасанидов, которые привели к тому, что Византия должна была выплачивать огромные суммы в обмен на мирный договор. Битва при Каллинике завершила первую персидскую кампанию Велизария, формально окончившуюся подписанием «Вечного мира» летом 532 года.

### Исследования
- Голдсуорти А. Один из последних. Велизарий и персы // Во имя Рима. Люди, которые создали Империю = The Men Who Won the Roman Empire / пер. с. англ. М. Алфёровой и М. Королёва. — М.: АСТ:ТранзитКнига, 2006. — С. 466—486. — 540 с. — (Историческая библиотека). — 5000 экз. — ISBN 5-17-035706-0. — ISBN 5-9587-3900-0.
- Шувалов П. В. Секрет армии Юстиниана: восточноримская армия в 491—641 гг. / отв. ред. В. П. Никоноров. — СПб.: Петербургское востоковедение, 2006. — 304 с. — (Militaria Antiqua, X). — 2000 экз. — ISBN 5-85803-334-2.
- Хэлдон Дж. История византийских войн / Пер. с англ. М.А. Карпунина, С.С. Луговского. — М.: «Вече», 2007. — 464 с. — (Terra Historica). — 3000 экз. — ISBN 978-5-9533-1952-2.
- Christensen A. L’iran Sous Les Sassanides (фр.). — Copenhagen: Levin & Munksgaard[дат.], 1936. — 559 p.
- Greatrex G. Rome and Persia at War, 502—532 (англ.). — Leeds: Francis Cairns, 1998. — xvi, 301 p. — (ARCA Classical and Medieval Texts, Papers and Monographs, vol. 37). — ISBN 09-052-0593-6. — ISBN 978-0-905-20593-9.
- Hughes I. Belisarius: The last Roman general (англ.). — Yardley, PA: Westholme Publishing, 2009. — xvi, 272 p. — ISBN 15-941-6085-6. — ISBN 978-1-594-16085-1.
- Hughes I. The battle of Callinicum, April 19 531: Belisarius undone (англ.) // Ancient Warfare. — Zutphen: Karwansaray Publishers, 2011. — Vol. 5. — ISSN 1874-7019.
- Kawar I. Procopius and Arethas (англ.) // Byzantinische Zeitschrift. — 1957. — Vol. 50. — P. 39—67. — doi:10.1515/byzs.1957.50.1.39.
- Martindale J. R. Prosopography of the Later Roman Empire (англ.). —  [2001 reprint]. — Cambridge: Cambridge University Press, 1992. — Vol. III (a): A.D. 527–641. — ISBN 0-521-20160-8.
- Shahîd I. Byzantium and the Arabs in the sixth century (англ.). — Washington: Dumbarton Oaks, 1995. — Vol. I. — ISBN 978-0-88402-214-5.
- The Roman Eastern Frontier and the Persian Wars, Part II, 363–630 AD : A Narrative Sourcebook (англ.) / Geoffrey Greatrex and Samuel N. C. Lieu[англ.], eds. — London ; New York: Routledge, 2002. — xxxii, 373 p. — ISBN 978-0-415-46530-4.